# Otto Groß
Otto Groß, anche Otto Gross (Karlsruhe, 12 gennaio 1890 – Karlsruhe, 16 ottobre 1964), è stato un nuotatore tedesco, specializzato nello stile dorso.

## Biografia
La sua squadra di club fu lo Schwimmverein Poseidon di Karlsruhe.
Nel 1909 e nel 1910 si laureò campione nazionale tedesco nei 100 m dorso.
Rappresentò la Germania ai Giochi olimpici estivi di Stoccolma 1912, dove concluse al 5º posto nella finale dei 100 m dorso. La sua prestazione fu condizionata da un infortunio al braccio.